# محوطه تاریخی چاه پخو
محوطه تاریخی چاه پخو ، مربوط به دوره مس سنگی که که در روستای برون از توابع دهستان برون بخش مرکزی شهرستان فردوس واقع شده‌است. این اثر در تاریخ ۱۳ بهمن ۱۳۸۷ با شمارهٔ ثبت ۲۸۷۲۹ به‌عنوان یکی از آثار ملی ایران به ثبت رسیده است.